# Vjatsjeslav Ovtsjinnikov
Vjatsjeslav Aleksandrovitsj Ovtsjinnikov (Russisch: Вячеслав Александрович Овчинников)
(Voronezj, 29 mei 1936 – Moskou, 4 februari 2019) was een Russisch componist, die vooral bekend is van zijn filmmuziek en om zijn optredens als dirigent.

## Carrière
Ovtsjinnikov begon op de leeftijd van negen jaar te componeren. Hij werd vanwege zijn begaafdheid al op vijftienjarige leeftijd toegelaten tot de vooropleiding van het Moskou Conservatorium P.I. Tsjaikovski in Moskou. Tot zijn docenten behoorde onder anderen Tichon Chrennikov. Tijdens zijn studententijd schreef hij drie symfonieën, enkele ouvertures, een symfonisch gedicht, een rapsodie voor symfonieorkest en vele orkest- en koorwerken. De uitzending van zijn eerste symfonie op de USSR-staatsradio bracht hem grote bekendheid.
Ovtsjinnikov maakte gestaag vorderingen als componist en zijn muzikale interesse omvatte een breed gebied. Hij stortte zich enthousiast op de muziek voor de film Oorlog en vrede van Sergej Bondartsjoek uit 1967, voor welke bijna zeven uur durende film hij ongeveer elf uur muziek schreef, in veel verschillende genres. Daarnaast is Ovtsjinnikov vooral bekend door de muziek die hij componeerde bij diverse films van Andrej Tarkovski en Oleksandr Dovzjenko. Aan het eind van de jaren zeventig raakte Ovtsjinnikov in diskrediet bij de Sovjet-autoriteiten en werd de uitvoering van zijn werken tegengewerkt. Toch kreeg hij in 1986 de eretitel "Volksartiest van de Sovjet-Unie".
Ovtsjinnikovs muziek karakteriseert zich door een optimistische kracht, bezonnenheid, dramatiek en dichterlijke bekoorlijkheid. Hij ging uit van de klassieke traditie, maar verweefde deze met zijn eigen ideeën over melodie en harmonie. Zijn muziek zou ondergebracht kunnen worden bij het neoclassicisme, gedeeltelijk ook bij het muzikale expressionisme.
Vanaf 1970 trad hij regelmatig op als gastdirigent bij diverse orkesten. Hij maakte opnamen voor het Sovjet-platenlabel Melodiya.

## Belangrijkste werken
- vijf symfonieën
- zes symfonische suites
- een pianoconcert
- een vioolconcert
- strijkkwartetten
- pianowerken
- ouvertures
- symfonische gedichten
- opera "Dageraad van een voorbije jeugd"
- cantates
- oratoria
- koormuziek
- concerten
- filmmuziek:
  - Zij vochten voor het moederland van Sergej Bondartsjoek
  - Steppe van Sergej Bondartsjoek
  - Oorlog en Vrede van Sergej Bondartsjoek
  - Boris Godoenov van Sergej Bondartsjoek
  - Andrej Roebljov van Andrej Tarkovski
  - Ivan's jeugd van Andrej Tarkovski
  - De stoomwals en de viool van Andrej Tarkovski
  - Dat zoete woord: vrijheid! van Vytautas Žalakevičius
  - Ongeluk van Vytautas Žalakevičius
  - Aarde van Oleksandr Dovzjenko
  - Arsenaal van Oleksandr Dovzjenko
  - Zvenigora van Oleksandr Dovzjenko

- Bibsys: 3117429
- Bibliothèque nationale de France: cb13933487g (data)
- CiNii: DA14340244
- Gemeinsame Normdatei: 134865723
- International Standard Name Identifier: 0000 0001 2277 9535
- Library of Congress Control Number: n81085742
- Nationale Bibliotheek van Letland: 000183431
- MusicBrainz: 8256c597-d2fc-4b5b-ab36-3f95021bef93
- Nationale Bibliotheek van Tsjechië: xx0118910
- Nationale Bibliotheek van Israël: 987007462308905171
- Nederlandse Thesaurus van Auteursnamen: 121320308
- Système universitaire de documentation: 077616189
- Virtual International Authority File: 30863232
- WorldCat: E39PBJtMrYFtH7yPrHFPB6GJXd